# Genís Matabosch Giménez
Genís Matabosch Giménez (Figueras, 1977) es un historiador del arte especialista en circo, director artístico, gestor y empresario cultural español. Fue galardonado, en 2021, con la Medalla de Oro al Mérito en las Bellas Artes que otorga el Ministerio de Cultura de España. Es el presidente de la Circus Arts Foundation, el director del Festival Internacional del Circo Elefante de Oro y el fundador del primer museo europeo profesional dedicado al arte circense, Circusland.

## Trayectoria
Es licenciado en Historia del Arte por la Universidad de Gerona y Diplomado Internacional en Administración y Conservación del Patrimonio por el Institut National du Patrimoine de París.Posee la mayor colección de documentación circense en España y una de las principales de Europa, recopilada desde sus 12 años, cuyas piezas repasan la historia de las artes circenses desde sus orígenes hasta el presente.
Fue el encargado de la gestión de las giras en Cataluña de espectáculos como los del Circo Raluy (1997), el circo de Moscú sobre hielo (1998), el Circo Nacional de Cuba (1998) o el circo Medrano (2005-2007). Dirigió el Festival Internacional de Payasos de Cornellà de Llobregat (2002-2008), y las tres primeras ediciones del Festival Internacional de Circo de Albacete (2008-2010). Fue el director artístico de espectáculos como Euroclowns (1998-2008), Estrella del Circo (2007 y 2010),Gay Circus (2008), Circo Charlie Rivel (2015 y 2018)o el Super Circus (2015).
En ocasiones ejerce de maestro de ceremonias en sus propias producciones o en espectáculos como los festivales de Saint-Paul-lès-Dax o Domont. Desde 2007 es miembro habitual de los jurados oficiales de los principales festivales internacionales de circo del mundo: México, San Petersburgo, Moscú, Wuqiao, Wuhan, Massy, Hanói, Saint-Paul-lès Dax, La Habana, Santiago de Chile, Odesa o Zhuhai. Es autor de numerosas exposiciones y publicaciones sobre el circo. También dirige las colecciones de libros Javier Sáinz Moreno y FotoCirco.
A finales de 2011, Matabosch creó la Circus Arts Foundation, una fundación cultural sin ánimo de lucro que él mismo preside, y cuyo objetivo es promocionar, fomentar, divulgar, prestigiar, proteger y defender, en el territorio del Estado Español y en el de cualquier otro estado, el espectáculo circense entendido como arte escénica, elemento lúdico, parte integrante de nuestra cultura y paradigma de multiculturalidad; así como el conjunto de sus artistas, su memoria y su patrimonio.
Desde 2012, dirige el Festival Internacional del Circ Elefant d‘Or (en castellano: Festival Internacional del Circo Elefante de Oro) que se estrenó en Figueras. En este certamen solo se presentan atracciones inéditas en Europa. Atrae a más de 30 000 espectadores cada edición, siendo así considerado el mayor evento circense en España y en Europa, y uno de los 5 festivales más relevantes del mundo en su género.
En abril de 2012, la fundación Circus Arts Foundation abrió el Centro Internacional de Estudios de Circo, que custodia el mayor archivo estatal de documentación circense. En 2014, la fundación recibió la donación del fondo completo de carteles de circo de la familia Fernández-Ardavín; y en 2015 adquirió el mayor circo miniatura del mundo: una reproducción a escala del histórico circo Gleich de Alemania, que visitó España en 1929.
En diciembre de 2014, Matabosch creó el Gran Circ de Nadal (en castellano: Gran Circo de Navidad) en el Pabellón Municipal Gerona-Fontajau, que en cada edición atrae a más de 20.000 espectadores, y que ya se ha configurado como uno de los referentes europeos de las producciones circenses en período navideño.
Después de varios años desarrollando su diseño, en 2015, Matabosch estrenó una carpa de circo única en Europa: un iglú gigante que no necesita perforar en el suelo para su instalación, sin mástiles, con todo el aforo en butacas numeradas y con capacidad para 826 espectadores.
En 2019, se convirtió en el primer doctor en Historia del circo de Europa, con la calificación cum laude en su tesis: Orígenes del circo en España: actividad de las compañías ecuestres (1768-1915) por la Universidad de Barcelona.El 13 de diciembre de ese mismo año, fue nombrado vocal experto del Consejo Estatal de las Artes Escénicas y de la Música, el máximo órgano colegiado de asesoramiento y participación del Instituto Nacional de las Artes Escénicas y de la Música (INAEM).
Impulsado por la Circus Art Foundation, el 18 de diciembre de 2020, se inauguró Circusland, Palau Internacional del Circ (en castellano, Palacio Internacional del Circo) el museo dedicado al arte circense más grande de Europa y el único profesional abierto al público, ubicado en el Monasterio de San Pedro de Besalú, después de haber sido proyectado en los 20 años previos en diversos lugares, como Albacete, Figueras o Gerona. En él se exhiben colecciones de grabados, vestuario, carteles, fotografías, sellos, postales, material de artistas, autógrafos, libros, programas, porcelana, esculturas, entre otros. Destacan de sus fondos, la colección de trajes de payasos carablanca de la sastrería parisina Vicaire; la mayor colección mundial de sellos de temática circense; el fondo completo de negativos de Álvaro Castellano “Villar”, fotógrafo oficial del antiguo Circo Price de Madrid; y la maqueta del circo Gleich, la miniatura de circo más grande del mundo.
En agosto de 2021, la Circus Art Foundation celebró la primera edición de Nits de Circ (en castellano, Noches de Circo), evento que se representa anualmente a lo largo de dos semanas en dos localidades, primero Besalú y posteriormente Rosas, sin una carpa que cubra las gradas. Matabosch presenta este espectáculo.

## Reconocimientos
En 2021, el Ministerio de Cultura de España le concedió la Medalla de Oro al Mérito en las Bellas Artes, una distinción no remunerada que premia trayectorias destacadas en el campo de la creación artística y cultural o hayan prestado notorios servicios en el fomento, desarrollo o difusión del arte y la cultura o en la conservación del patrimonio artístico.
En el marco del Festival Internacional del Circo Elefante de Oro, recibió, junto a su socio Joan Mompart, el premio especial del Brazil Jack Circus de Suecia en la edición especial de 2021, y los premios especiales de Rosgoscirk y del Circo Bolshói de Moscú en la 10ª edición (2022).